# Haplogrupo

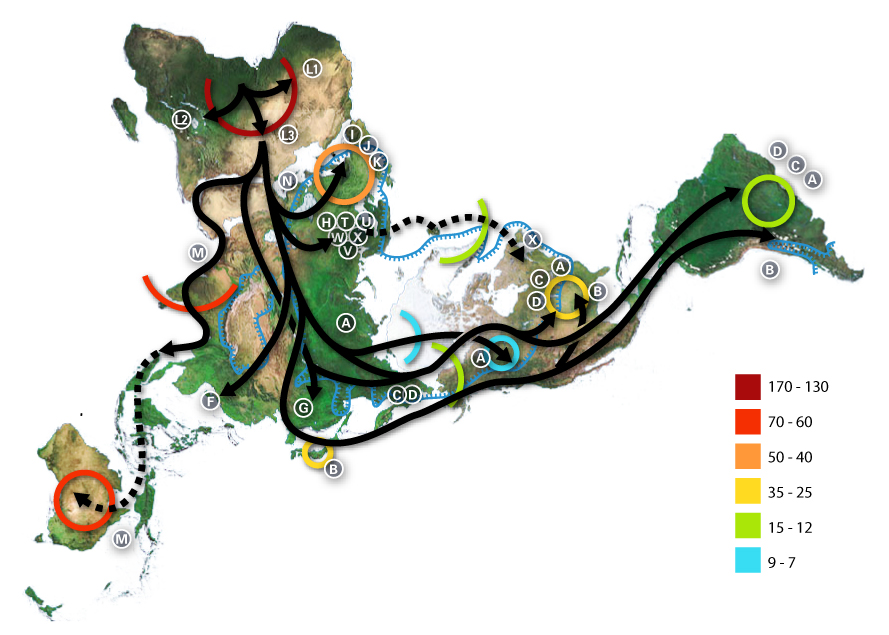
Mapa da migração humana conforme haplogrupos mitocondriais

No estudo da evolução molecular, um haplogrupo é um grupo grande de haplótipos, que são séries de alelos em lugares específicos de um cromossomo herdado de um único progenitor, proveniente de um único ancestral comum com mutação de polimorfismo de nucleotídeo único.
Em genética humana, os haplogrupos mais comumente estudados são os haplogrupos do cromossoma Y (ADN-Y) e os haplogrupos de ADN mitocondrial (ADNmt), os quais podem ser usados para definir populações genéticas. O ADN-Y tem a vantagem de ser transmitido somente através da linhagem patrilinear, enquanto que o ADNmt é transmitido somente através da linhagem matrilinear.
Classificações dos haplogrupos humanos de qualquer classe baseados em marcadores genéticos, especificamente por meio de polimorfismos por troca de um só nucleotídeo, ou SNP por sua sigla em inglês, tem estado evoluindo rapidamente nos últimos anos a medida que novos marcadores são encontrados.
Mediante análise de polimorfismos de restrição enzimática (RFLPs (em inglês)) se podem encontrar estes SNPs: os haplogrupos se definirão em função da presença ou ausência de deslocamento de corte por enzimas de restrição devidas aos polimorfismos por troca de um só nucleotídeo. Segundo se utilizem mais ou menos enzimas para fazer o estudo, se obterão análise de restrição de alta ou baixa resolução, respectivamente.
Os SNPs são preferidos para estudos de evolução porque é pouco provável que se produza o desaparecimento de um SNP que se tenha produzido em um momento determinado da evolução. Deste modo, os SNPs se acumularão ao longo do tempo na população. Estudando os SNPs presentes em cada população se podem fazer grupos, uns descendentes de outros, até chegar finalmente a encontrar os ancestrais que deram origem à população: no caso das análises de mtDNA humano se chega até à denominada "Eva mitocondrial" e no caso das análises do cromossoma Y, ao "Adão cromossomial-Y".